# Praravinia sericotricha
Praravinia sericotricha är en måreväxtart som beskrevs av Cornelis Eliza Bertus Bremekamp. Praravinia sericotricha ingår i släktet Praravinia och familjen måreväxter. Inga underarter finns listade i Catalogue of Life.